# Ansorges Hechtling
Ansorges Hechtling (Epiplatys ansorgii) ist ein westafrikanischer Vertreter der Killifische. Die Art ist als Aquarienfisch bekannt, wird jedoch selten gehalten.

## Vorkommen
Die Art kommt in Westafrika im Gebiet von Gabun und Kongo vor und lebt dort vor allem in kleineren Fließgewässern der küstennahen Regenwaldgebiete.

## Erscheinung
Die Körperform ist hechtartig mit oberständigem Maul, in Gefangenschaft erreichen die männlichen Tiere eine Gesamtlänge von bis zu acht Zentimetern, während die Weibchen etwas kleiner bleiben. Die Grundfarbe ist silberhell, der Körper ist mit mehreren Reihen längsstreifenartig angeordneter, leuchtend roter Punkte überzogen, die Flossen sind leuchtend orange. Die Rückenflosse ist zurückgesetzt und beginnt erst nach der Mitte der Afterflosse.
Die Art bildet je nach Habitat unterschiedliche Lokalformen aus, die sich (vor allem im Bereich der Flossen) in der Färbung unterscheiden können.

## Lebensweise
Ansorges Hechtling ist ein oberflächenlebender Lauerjäger. Aus der Deckung unter Schwimmpflanzen heraus werden vor allem Insekten und Wirbellose, aber auch kleine Jungfische durch schnelles Vorstoßen erbeutet. In Gefangenschaft fallen die Tiere oft auch als Laichräuber auf.

## Fortpflanzung
Die Fische laichen paarweise. Dabei werden die Eier im Verlauf mehrerer Tage einzeln an Wurzelfasern oder Blätter von Wasserpflanzen angeheftet. Eine Brutpflege findet nicht statt.